# TP-2235
La TP-2235 és una carretera de la comarca del Tarragonès. Es forma a la TV-2236, en el terme municipal dels Pallaresos, des d'on arrenca cap a l'oest, tot i que decantant-se progressivament cap al sud-oest. Després de recórrer bona part del sector nord-oest del terme dels Pallaresos, el seu darrer tram de recorregut és de primer en el termenal entre Tarragona i Constantí, i després entrant al terme municipal de Tarragona.